# Bílá rada
Bílá rada je uskupení mocných elfů a čarodějů Středozemě ve fiktivním světě spisovatele J. R. R. Tolkiena.

## Členové Bílé rady

### Druhý věk
Dle Nedokončených příběhů se prvního svolání Bílé rady, které proběhlo v Druhém věku, účastnili přinejmenším Gil-galad, Elrond, Galadriel, Celeborn a Celebrían. Je možné, že se jí účastnili ještě další vysoce postavení elfové, jejich jména však nejsou uvedena. 

### Třetí věk
Tolkien ani zde žádný kompletní seznam členů neposkytl, a proto je třeba vycházet z knih a poznámek. Ve Třetím věku byl zpočátku hlavním a předsedajícím členem Bílé rady čaroděj Saruman. Kromě něj jsou v Silmarillionu uvedeni jako členové čaroděj Gandalf, který po Sarumanově zradě převzal vedení Rady, pán Roklinky elf Elrond, paní Lórienu elfka Galadriel, pán Šedých přístavů elf Círdan a další blíže neurčení páni elfů. Z děje Pána prstenů lze odvodit, že jedním z nich byl elf Glorfindel. Kdo byli další členové z řad elfích pánů se však lze jen dohadovat, Gil-galad byl v této době již po smrti a Celebrían opustila Středozem. Nabízí se však manžel Galadriel Celeborn, Círdanův posel Galdor (ten zde mohl postaršího Círdana zastupovat podobně jako to dělal na Elrondově radě), Erestor z Roklinky a řada dalších elfů včetně Thranduila a jeho syna Legolase z Velkého zeleného hvozdu. Uvažuje se také o účasti třetího z čarodějů – Radagasta, Tolkienovy texty k tomu však neposkytují dostatek informací. V Nedokončených příbězích se v neprospěch hypotézy o členství Radagasta na Bílé radě uvádí, že Radagast opustil stejně jako Saruman a Modří čarodějové poslání čarodějů, tj. přestal se věnovat potlačování zla ve Středozemi (nepropadl však zlu jako jmenovaní, ale stáhl se do ústraní mezi zvířata).

## Dějiny Rady
První Bílou radu svolal v Druhém věku Gil-galad, aby zvolil Elronda svým nástupcem.
Později se Rada sešla na žádost Galadriel roku 2463 Třetího věku, aby čelila zvětšující se moci Dol Gulduru. Do jejího čela usedl Saruman, ačkoli Galadriel si přála, aby Radu vedl Gandalf. Během dalších roků Gandalf zjistil, že Nekromancer žijící v Dol Gulduru je Sauron, který znovu povstal, a radil proti němu zasáhnout, což ale Saruman zamítl.
Na Bílé radě v roce 2941 Třetího věku, když Sauron začal aktivně pátrat po Jednom prstenu v okolí Kosatcových polí, dal Saruman souhlas k vyhnání Nekromancera z jeho pevnosti, což ale vedlo pouze k jeho přesunutí do Mordoru. Tento sněm se odehrává v době děje Hobita a je příčinou neúčasti Gandalfa na poslední části cesty třinácti trpaslíků a Bilba Pytlíka. 
Poslední rada proběhla v roce 2953 Třetího věku a Saruman na ní vznesl falešnou zprávu, že Jeden prsten byl odnesen Anduinou do Moře. Gandalf ho od této chvíle začal podezírat z touhy po Prstenu.

## FilmHobit
Zasedání Bílé Rady se objevilo i ve filmu Hobit: Neočekávaná cesta od Petera Jacksona. Zde so ho účastní pouze Saruman, Gandalf, Galadriel a Elrond. Círdan, další elfové či Radagast přítomni nejsou. 